# Gangnihessou
Gangnihessou a fost primul dintre cei doisprezece regi tradiționali ai Regatului Dahomey. Gangnihessou a fost rege în jurul anului 1620. Simbolurile sale au fost pasărea gangnihessou, toba și bețele de vânătoare. Încă nu se știe dacă Gangnihessou a fost într-adevăr rege, fiindcă există posibilitatea ca să fi fost doar o persoană influentă care își folosea puterea să influențeze regatul prin fratele său mai tânăr, Dakodonou.